# 張用瀚
張用瀚（1415年—？），字志本，河南南陽府汝州郟縣人，民籍，明朝政治人物。

## 生平
五月初八日生，宣德七年（1432年）壬子科河南鄉試第十四名舉人，十九岁中式宣德八年（1433年）癸丑科會試第八十名，三甲第十七名進士。正統元年四月授行在刑部主事，十三年二月由户部主事升吏部验封司员外郎，升郎中，景泰四年十一月充副使，册封沈府内丘王妃龚氏。天順元年（1457年）正月由石亨舉荐，升任吏部右侍郎，赐诰命，追赠三代。石亨敗，三年十二月降职为陕西右參政。

## 家族
曾祖張裕，蘭陽縣教諭；祖父張叔廉，國子監學正；父張汝立，均州知州。母成氏。慈侍下。